# Théâtre municipal de Rio de Janeiro

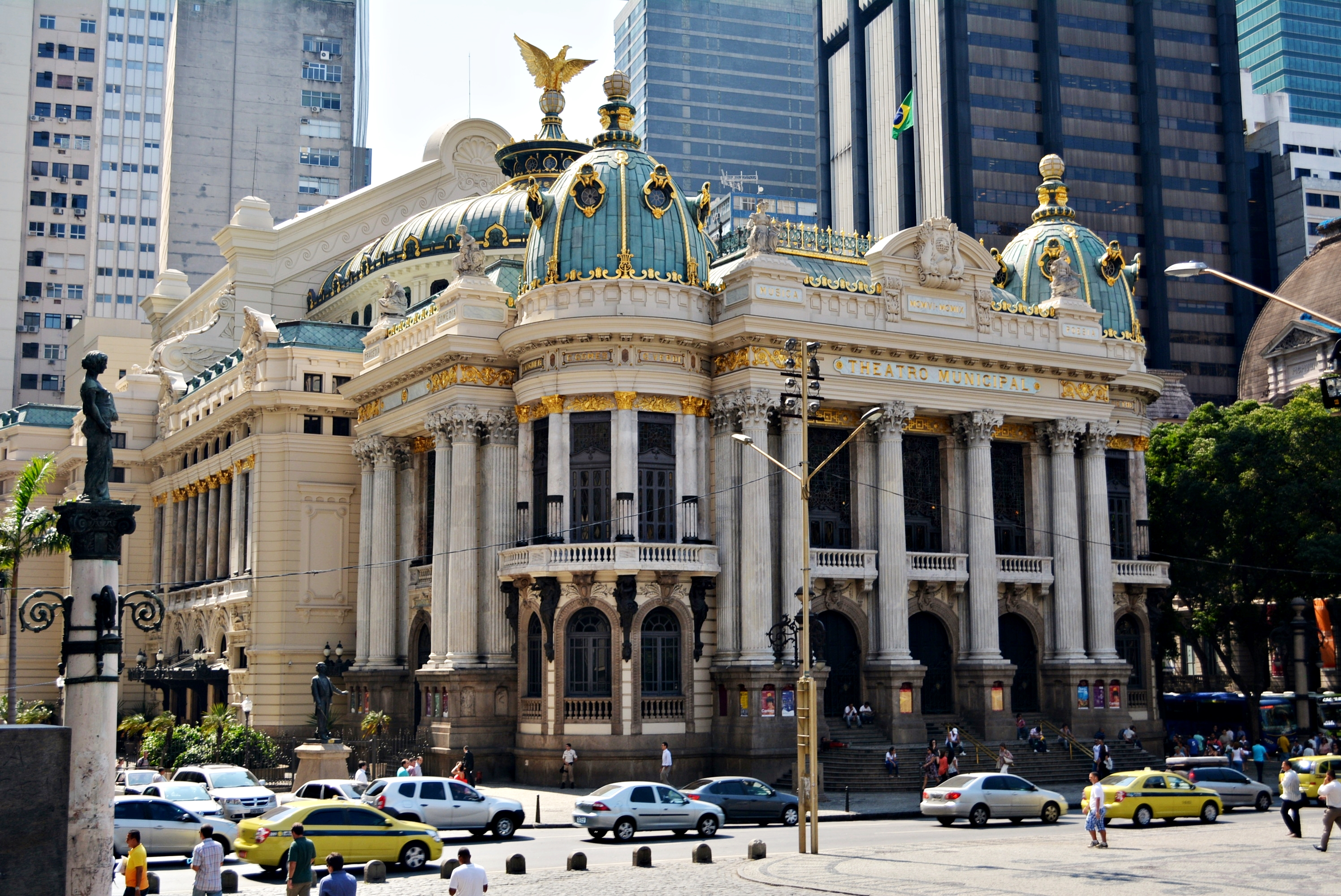
Façade du théâtre.

Le théâtre municipal de Rio de Janeiro (en portugais : Theatro Municipal do Rio de Janeiro) est un théâtre situé dans le quartier historique du Centro au cœur de la ville de Rio de Janeiro au Brésil.

## Historique
Après la Proclamation de la république au Brésil en 1889, le dramaturge Artur Azevedo lance, en 1894, une campagne pour la construction d'un nouveau théâtre dans la lignée de ceux existant en Europe comme celui de la Comédie-Française à Paris.

Le théâtre municipal de Rio de Janeiro fut inauguré le 14 juillet 1909 par le président Nilo Procópio Peçanha. Le théâtre offrait 1 739 places assises, mais a été rénové à plusieurs reprises et possède maintenant 2 361 sièges pour les spectateurs. L'édifice donne sur l'ancienne Avenida Central renommée Avenida Rio Branco. Le style architectural emprunte celui de l'Opéra de Paris de Charles Garnier. La décoration intérieure est réalisée par l'artiste brésilien Eliseu Visconti. Le sculpteur Rodolfo Bernardelli réalisa les statues qui ornent l'entrée du théâtre municipal.

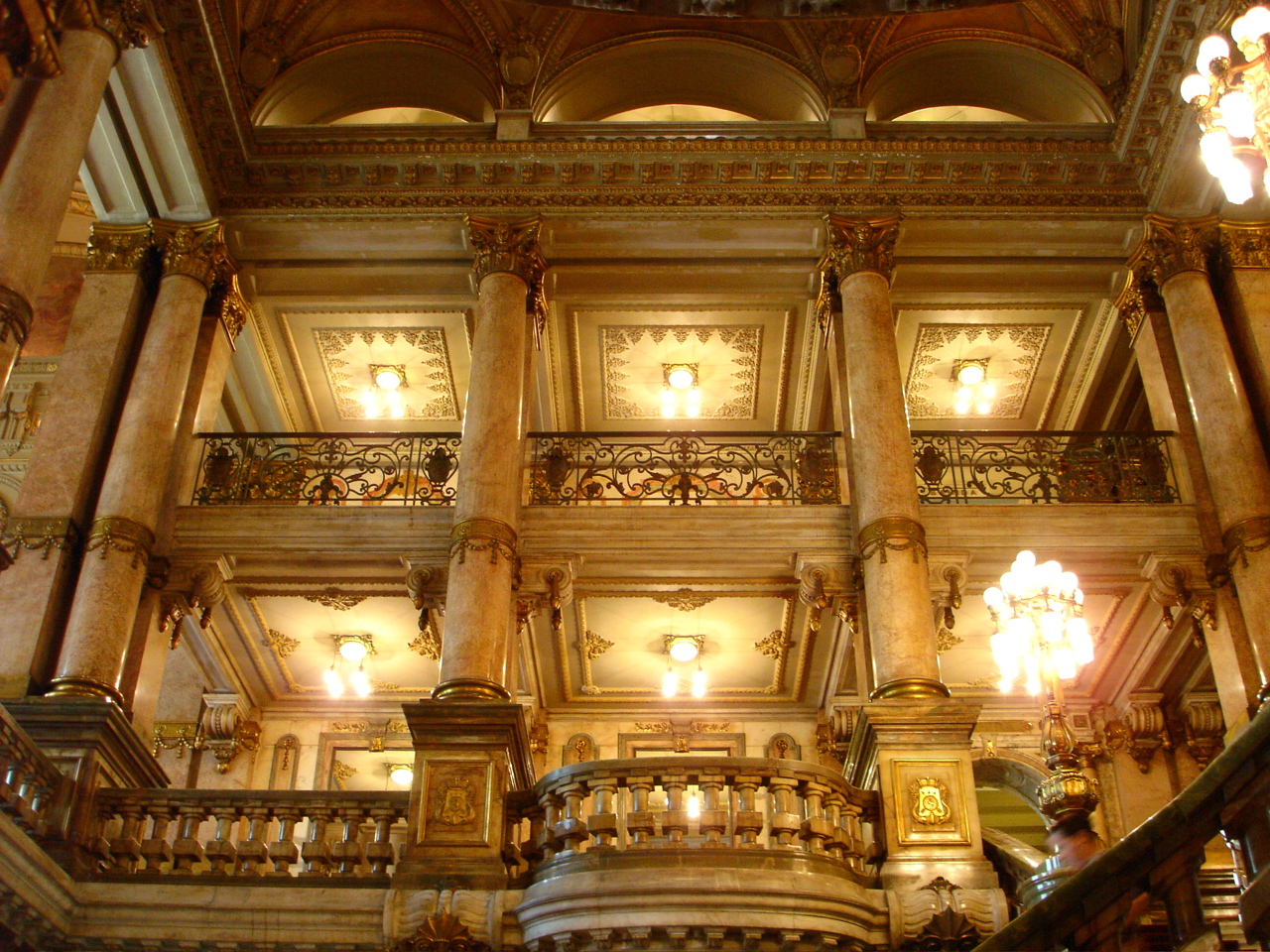
Intérieur du théâtre municipal de Rio.

Le théâtre propose une programmation de spectacles et de productions d'opéras célèbres et de ballets.
Le théâtre municipal a accueilli de nombreux orchestres philharmoniques et des célérités telles que Sarah Bernhardt, Alexander Brailowsky, Paul Hindemith, Bidu Sayão, Igor Stravinsky, Cheryl Studer, Arturo Toscanini, Heitor Villa-Lobos.
L'actrice et réalisatrice, Carla Camurati, est l'actuelle directrice du théâtre municipal de Rio de Janeiro.

### Liens externes

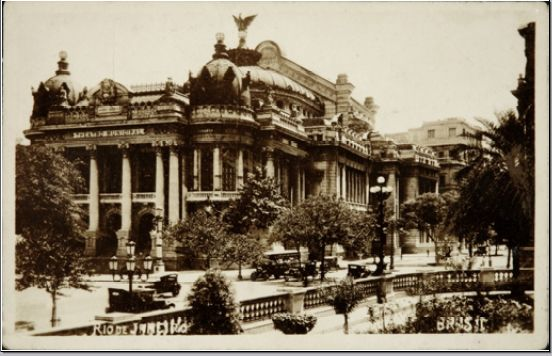
Le théâtre municipal de Rio de Janeiro vers 1909.